# Naso brevirostris
Il pesce unicorno bruno (Naso brevirostris (G. Cuvier, 1829)) è un pesce di acqua salata, appartenente alla famiglia degli Acanturidi.

## Distribuzione e habitat
La specie è diffusa lungo tutte le coste dell'oceano Indiano e del Pacifico: lo si trova dal Kenya fino alle isole Pitcairn, alle Hawaii ed è stato trovato anche nelle Galápagos, ma la maggior parte della popolazione si concentra attorno alle coste della Nuova Guinea. Vive nelle barriere coralline e in profondità su un substrato di roccia, fino a 120 m di profondità

## Descrizione
Naso brevirostris ha un corpo ovaliforme, caratterizzato da una livrea marroncino, talvolta azzurrina o biancastra, non uniforme, con piccole macchie più scure puntiformi; ha anche una banda azzurro acceso che parte dalle branchie e arriva quasi fino a metà corpo. Sulla testa, come tutti i pesci Naso, presenta una protuberanza molto accentuata e appuntita. Come tutti gli Acanturidi, sul peduncolo caudale ha una protuberanza estendibile affilata come un bisturi, usata dal pesce per difendersi dai predatori. 
Può arrivare anche a 35 centimetri di lunghezza. Nella specie è presente il dimorfismo sessuale: il "bisturi" sul peduncolo caudale dei maschi è più grande e affilato. 

## Biologia

### Comportamento
Vive nelle barriere coralline, nei reef o anche nel coralligeno di profondità, tende a nuotare molto e in spazi aperti. Generalmente è solitario, ma si raggruppa in enormi banchi (ne sono stati osservati anche di 500 esemplari) durante e poco prima della riproduzione. 
Di solito è tollerante verso i conspecifici.

### Riproduzione
La riproduzione di questa specie è poco conosciuta. Si sa che avviene per via esterna. 

### Alimentazione
Questo pesce si nutre principalmente di zooplankton o di alghe filamentose verdi.

## Conservazione
La specie non è in pericolo e la popolazione è stabile.

## Acquariofilia
Non è adatto alla vita in acquario, sia per via della sua alimentazione, difforme dai cibi in commercio, sia per le notevoli dimensioni.